# Escala de paraules
Escala de paraules (Word Ladder) és un joc inventat per Lewis Carroll, l'autor de llibres pels infants entre ells Alícia al País de les Meravelles o Alícia a través de l'Espill. Carroll va crear el joc per a Vanity Fair.

## Normes
El jugador rep una paraula d'inici i una paraula objectiu. Per guanyar el joc, el jugador ha de convertir la paraula d'inici en la paraula objectiu, creant una paraula real a cada pas. Per fer això, el jugador pot triar una de les següents opcions a cada pas:
- Afegir una lletra
- Treure una lletra
- Canviar una lletra
- Utilitzar les mateixes lletres en ordre diferent (anagrama)

## Exemple
En aquest exemple, el jugador rep la paraula d'inici porc i la paraula objectiu branca.
```
porc

port
 (canvia una lletra)

mort
 (canvia una lletra)

molt
 (canvia una lletra)

molta
 (afegeix una lletra)

malta
 (canvia una lletra)

mala
 (treu una lletra)

mal
 (treu una lletra)

tal
 (canvia una lletra)

talc
 (afegeix una lletra)

tanc
 (canvia una lletra)

banc
 (canvia una lletra)

banca
 (afegeix una lletra)

branca
 (afegeix una lletra)
```

## Variacions
Normalment, es dona una puntuació més alta com menys paraules intermèdies hi hagi, però en algunes varietats es premia la quantitat; un jugador que conegui més vocabulari podrà posar més paraules. Altres versions del joc només permeten fer canvis de lletres, no afegir-ne ni eliminar-ne.